# 謝簡
謝簡（？年—1631年），號心在，浙江杭州府仁和县（今屬杭州市）人。明朝末年政治人物。

## 生平
天啓四年（1624年）甲子科浙江乡试舉人，崇祯四年（1631年）辛未科进士。吏部观政，授直隸池州府推官，不久去世。